# Hovhannavank
Hovhannavank (en arménien Հովհանավանք) ou monastère Saint-Jean est un monastère arménien situé dans le marz d'Aragatsotn, à une vingtaine de kilomètres au nord d'Erevan, dans la vallée du Kasakh.
Ce monastère des IVe et XIIIe siècles se compose principalement d'un Katoghike (« cathédrale »), d'un gavit et de l'église Sourp Karapet (« Saint-Jean-le-Précurseur »). La restauration de ce monastère voisin de celui de Saghmosavank est en cours depuis les années 1980.

## Situation géographique

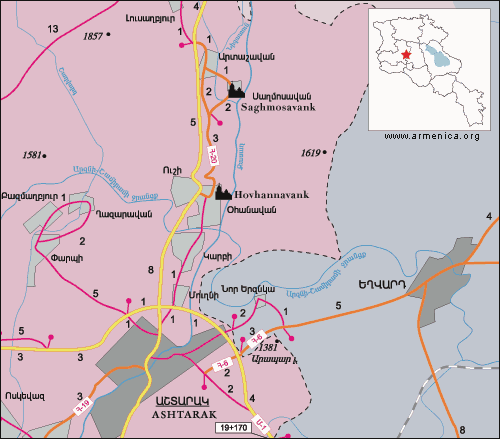
Situation de Hovhannavank.

Ce monastère du marz d'Aragatsotn est situé à 28 km au nord d'Erevan, à 5 km au nord d'Achtarak et à 5 km au sud de Saghmosavank, auquel il est relié par un ancien sentier. Il jouxte la communauté rurale d'Ohanavan, non loin des berges du Kasakh.

## Histoire
L'histoire de Hovhanavank remonte selon l'historien du XVIIe siècle Zakaria Kanakertsi à la christianisation de l'Arménie au IVe siècle : saint Grégoire l'Illuminateur aurait fait construire l'église Sourp Karapet afin d'abriter des reliques de saint Jean-Baptiste ; toujours selon cet auteur, l'église connaît une première restauration en 553. L'essentiel du monastère date cependant de la période zakaride : au XIIIe siècle, les princes Vatchoutian érigent le Katoghike et le gavit, et dotent le monastère de fortifications.
En 1679, le monastère est endommagé par un séisme mais n'est pas abandonné ; un second séisme le touche en 1918, détruisant le tambour (architecture) et la façade méridionale du Katoghike. Le monument est restauré durant huit ans à partir de 1982, et malgré les dommages causés par le tremblement de terre de 1988, jusqu'à la chute de l'Union soviétique, par une organisation arménienne qui récoltait des dons de la diaspora. Après l'inventoriage de chaque pierre, le monastère a finalement pu retrouver sa forme originale, son clocher et son entrée. En 1991, les travaux sont arrêtés et le monastère laissé en l'état. La restauration a repris en 1999.

## Bâtiments
Pour un article plus général, voir Architecture arménienne.
Les principaux bâtiments de Hovhannavank sont le Katoghike, le gavit et Sourp Karapet.

### LeKatoghikeet songavit
Le Katoghike (« cathédrale ») a été érigé par Vatché Vatchoutian en 1216-1221 et est une croix inscrite cloisonnée fermée, dotée de deux chapelles d'angles à deux étages, avec accès par escaliers pour les deux chapelles occidentales, et surmontée d'un tambour à douze faces et d'un dôme. Son autel est décoré d'étoiles et de pentagones. L'église est cependant principalement connue pour le tympan de son portail, représentant la parabole des Vierges sages et des Vierges folles (Matthieu, 25, 1-13), bien que les personnages entourant le Christ soient barbus.

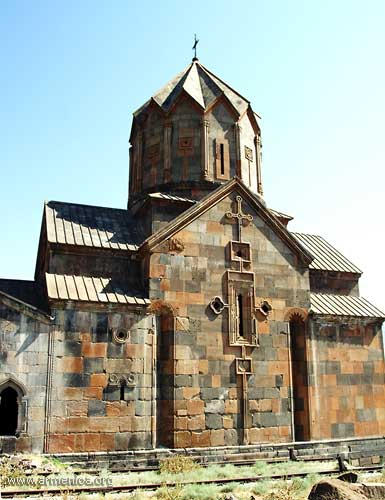
Façade méridionale du Katoghike.
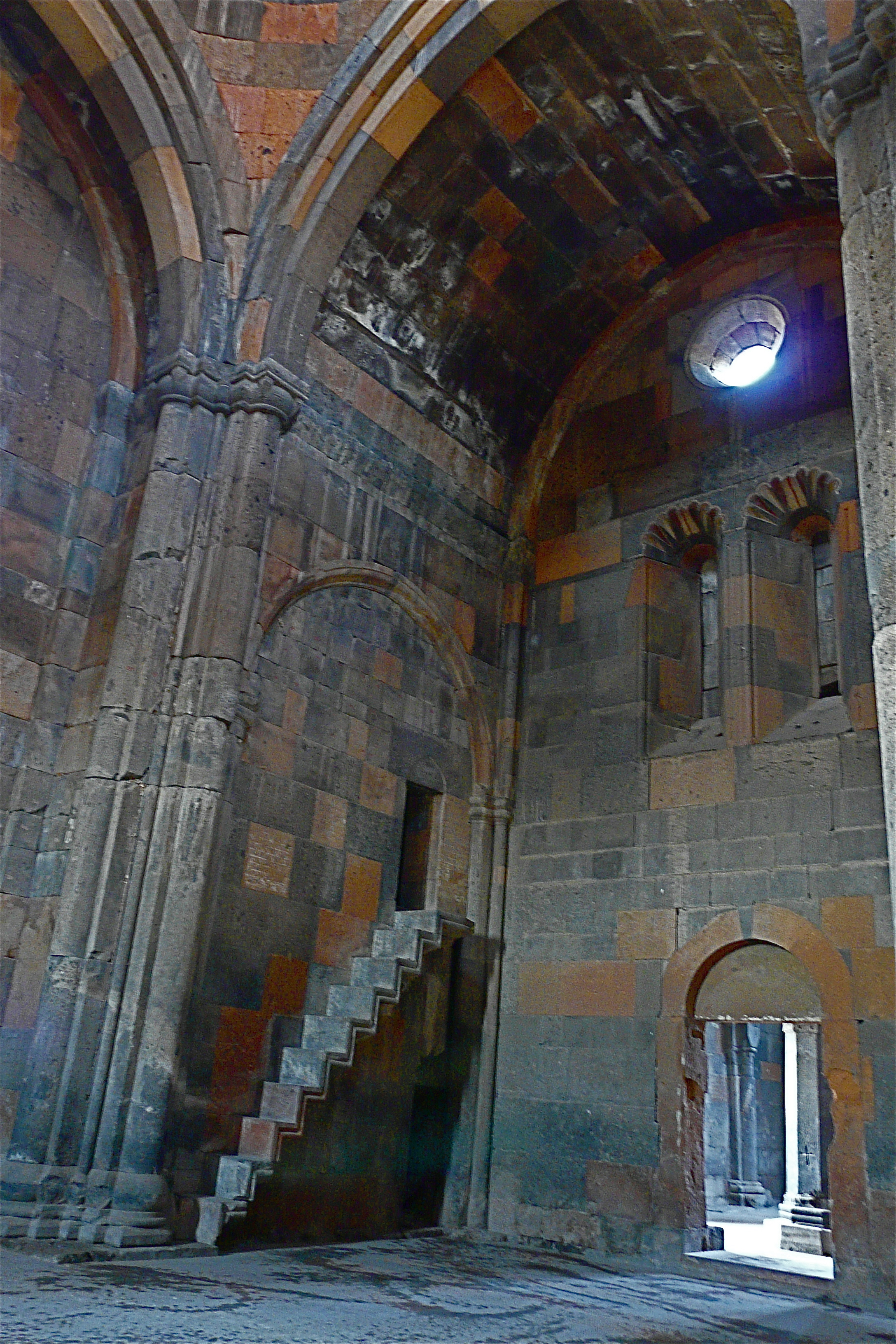
Aile occidentale du Katoghike, avec l'escalier menant à la chapelle sud-ouest.
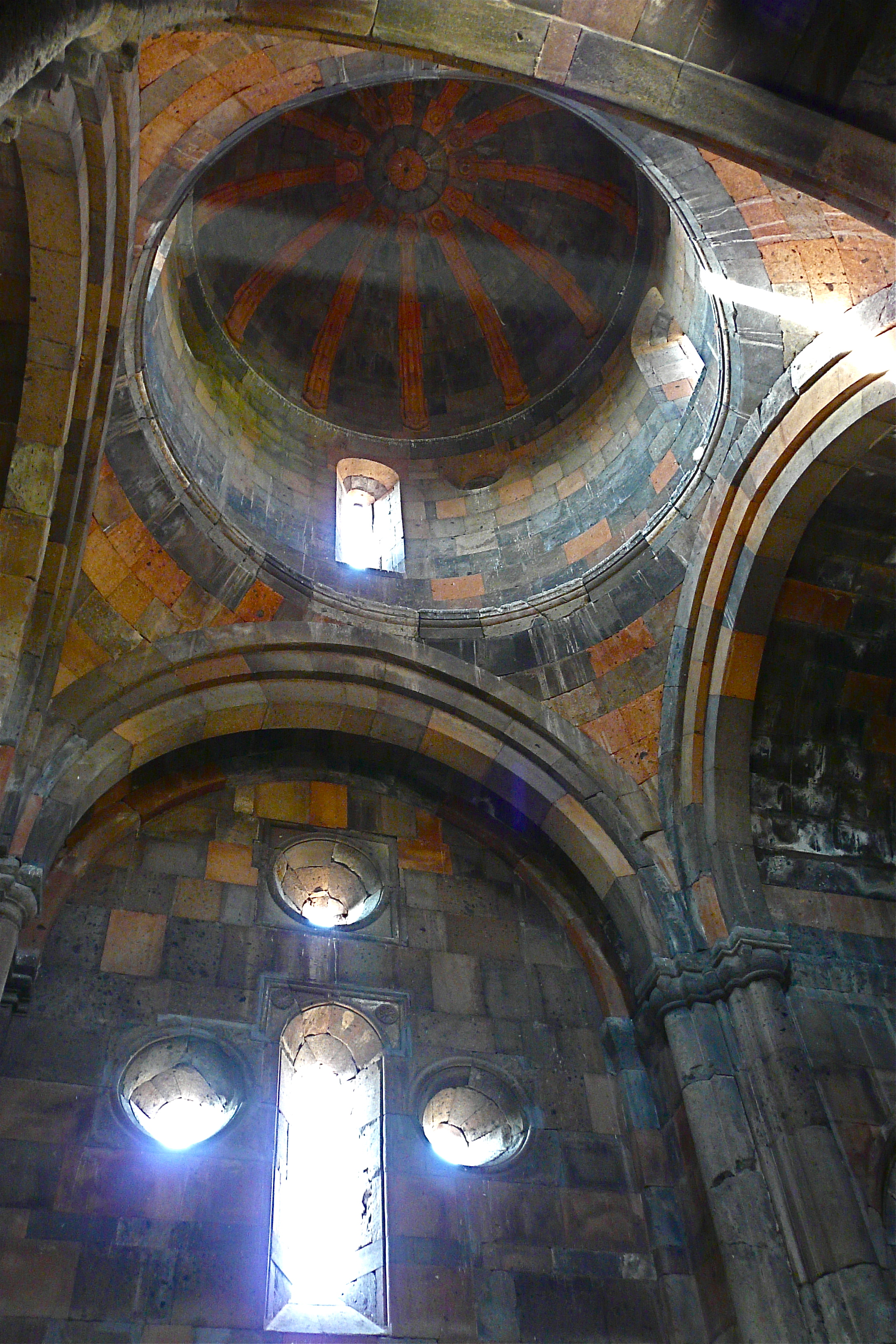
Coupole en parapluie du Katoghike.
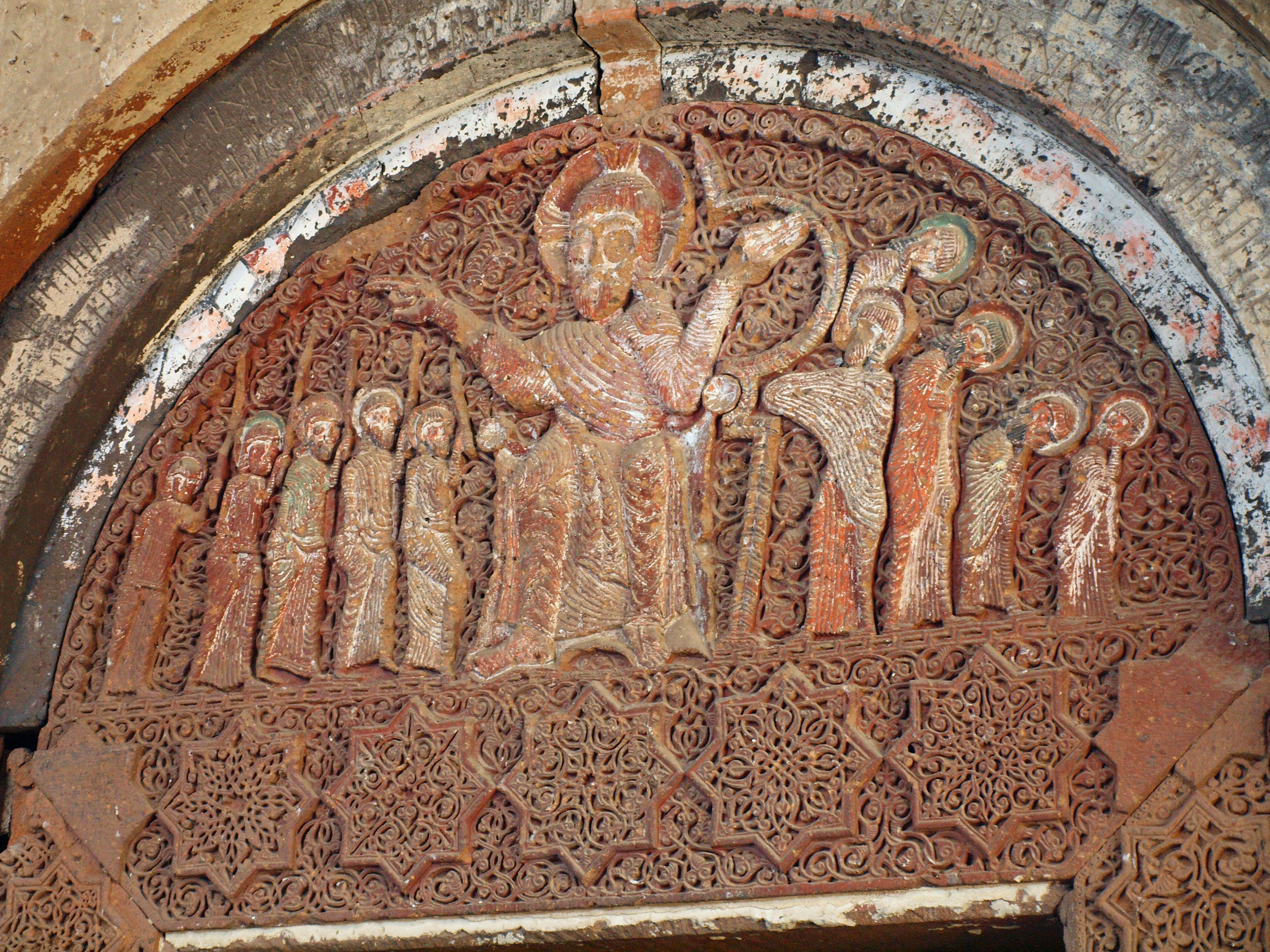
Tympan du portail occidental du Katoghike.

Le gavit date de 1250 et sert à la fois au Katoghike et à Sourp Karapet, ce qui le décale vers le nord par rapport à la première église. Il est doté d'une coupole supportée par quatre piliers et surmontée d'une rotonde à douze colonnes, probablement de 1274 ; il contient en outre différents khatchkars. Sa façade occidentale est fortement ornementée, avec notamment le portail et la fenêtre le surmontant.

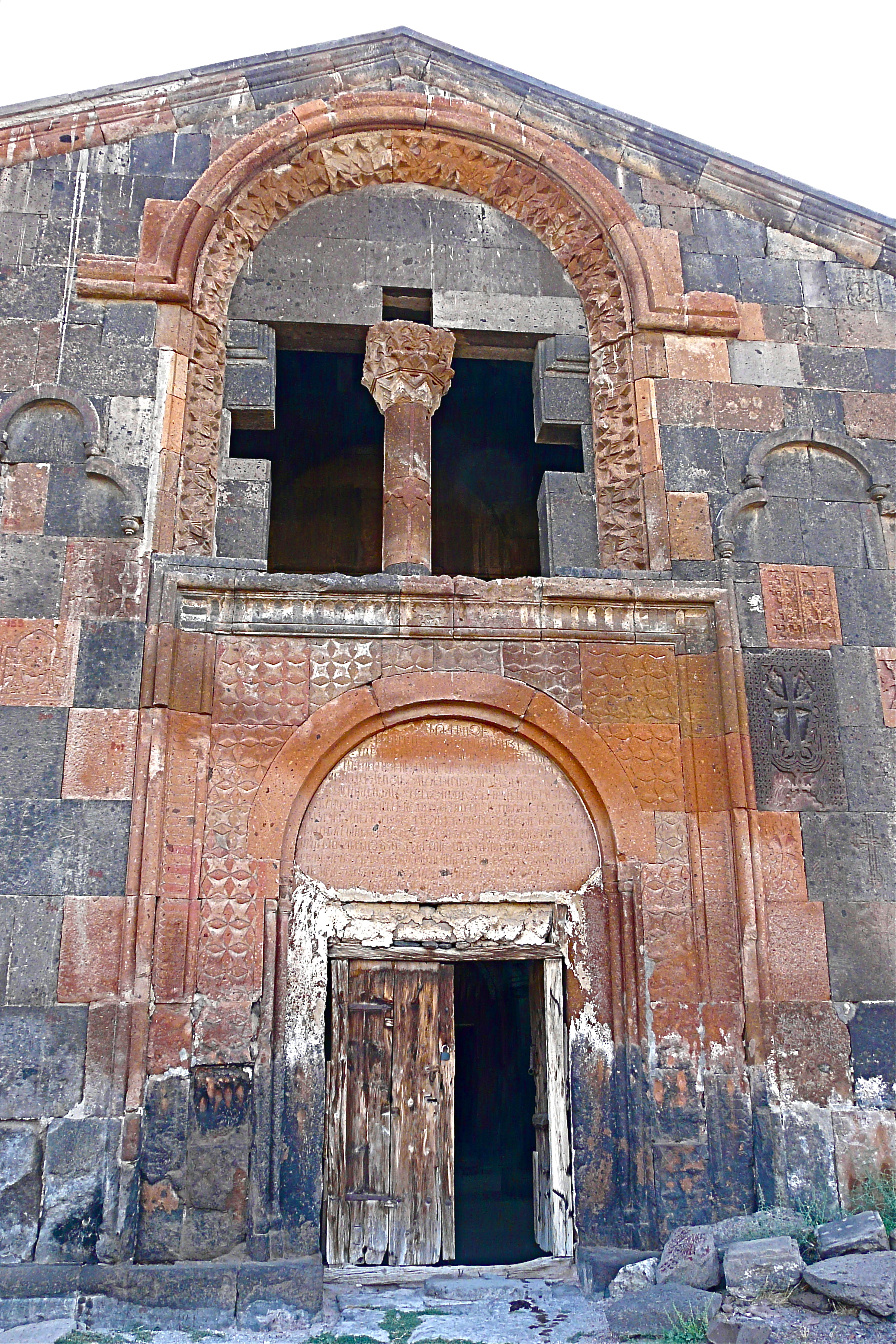
Portail occidental du gavit.
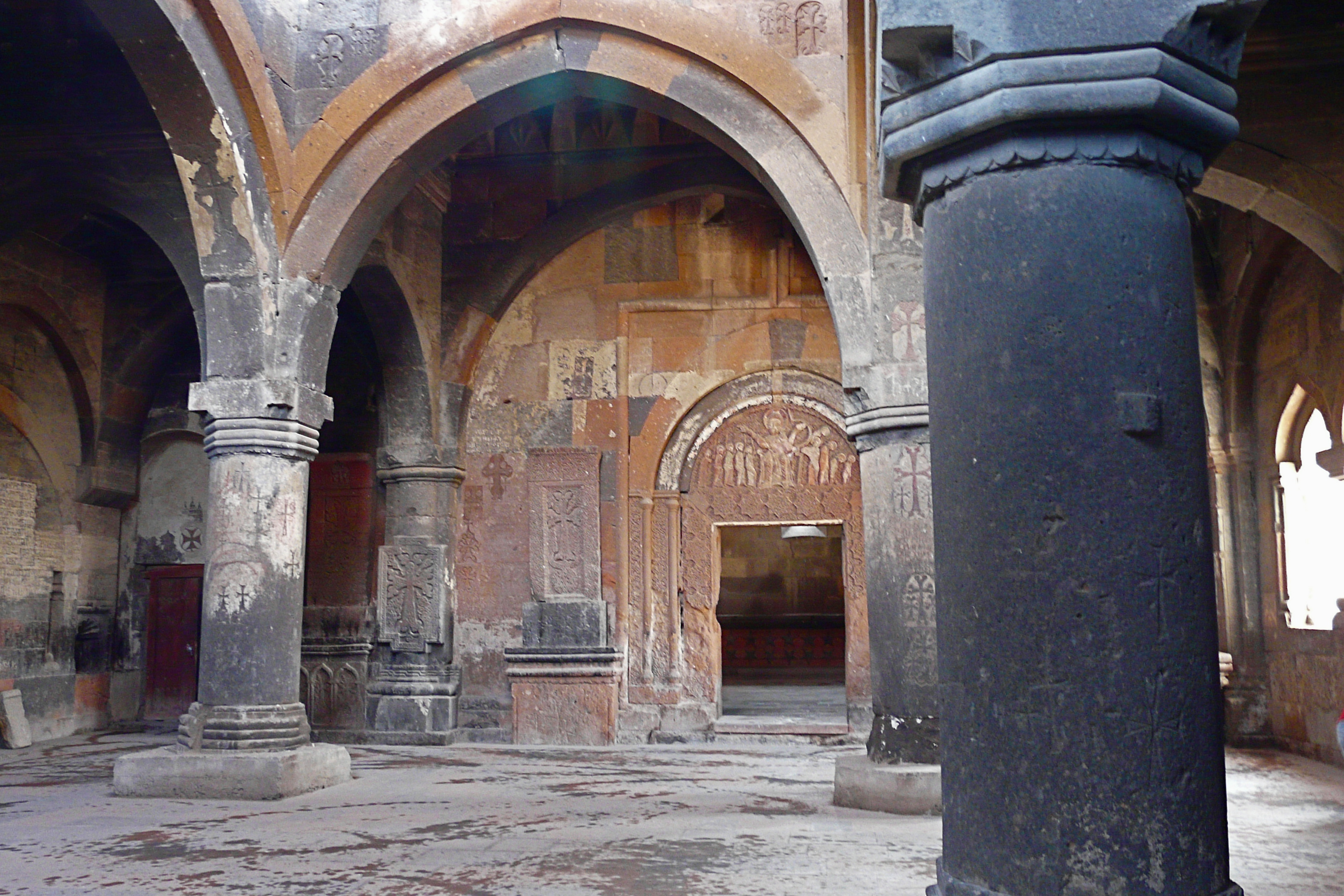
Intérieur du gavit.
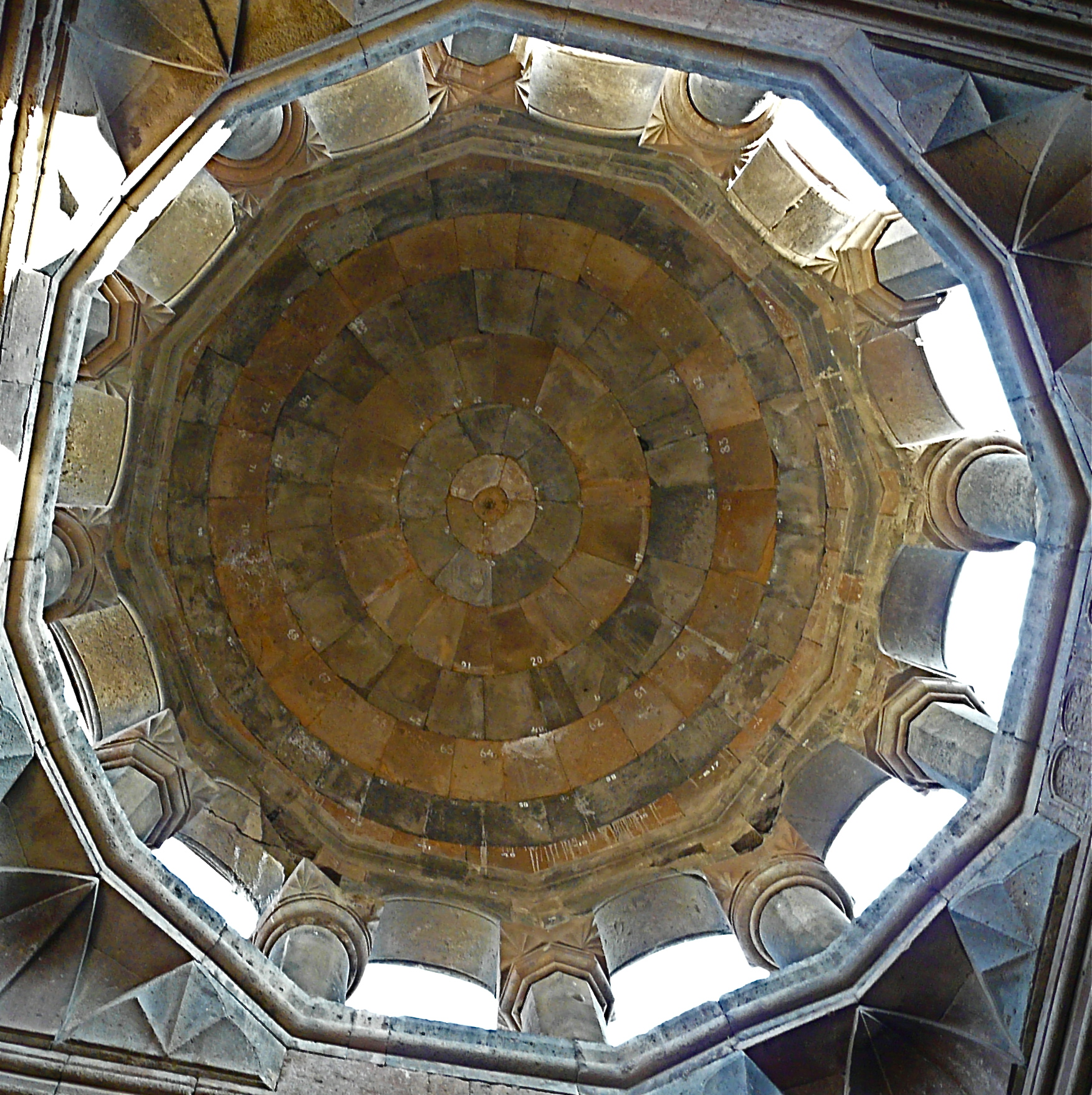
Coupole du gavit.
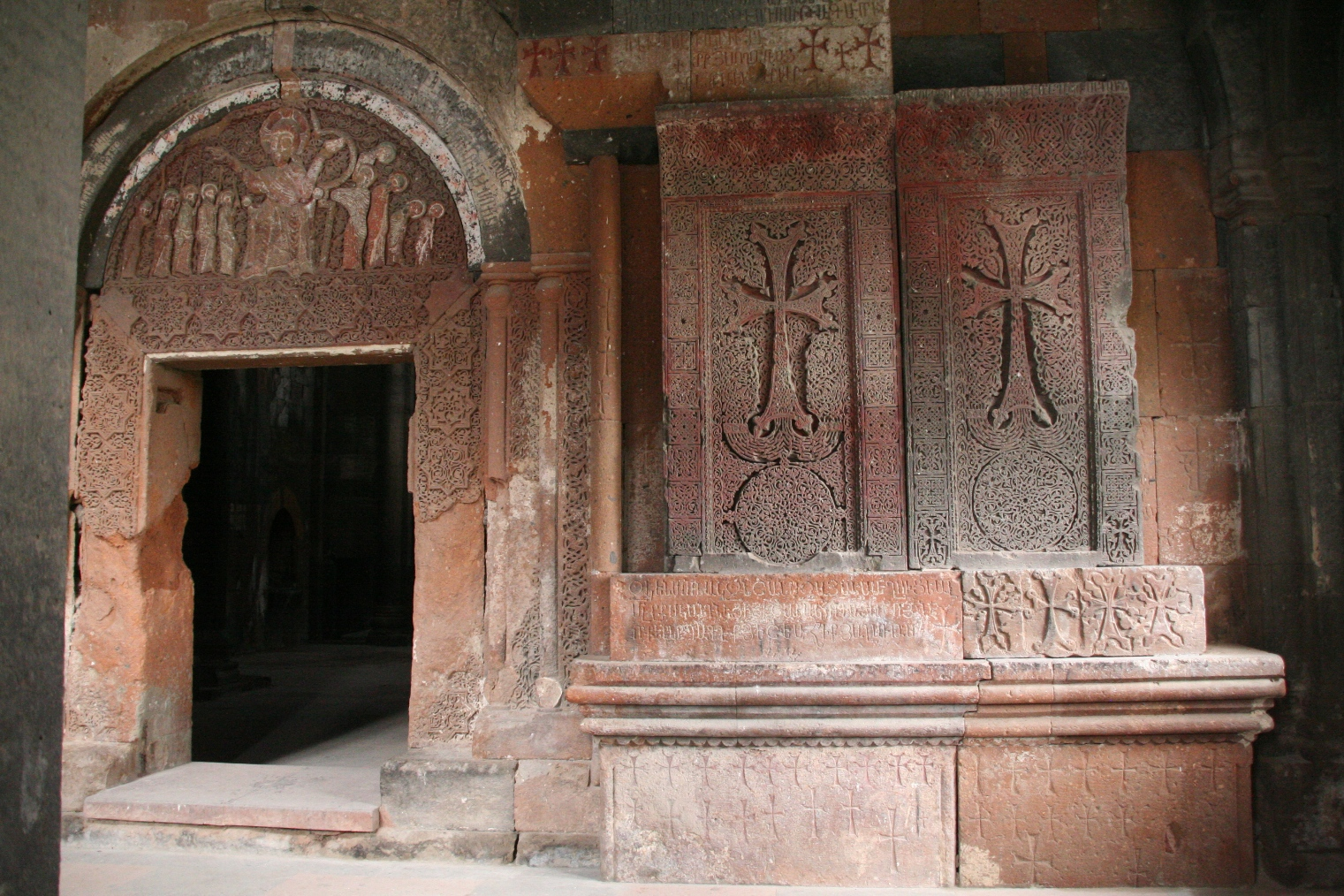
Khatchkars à l'intérieur du gavit.

### Autres bâtiments

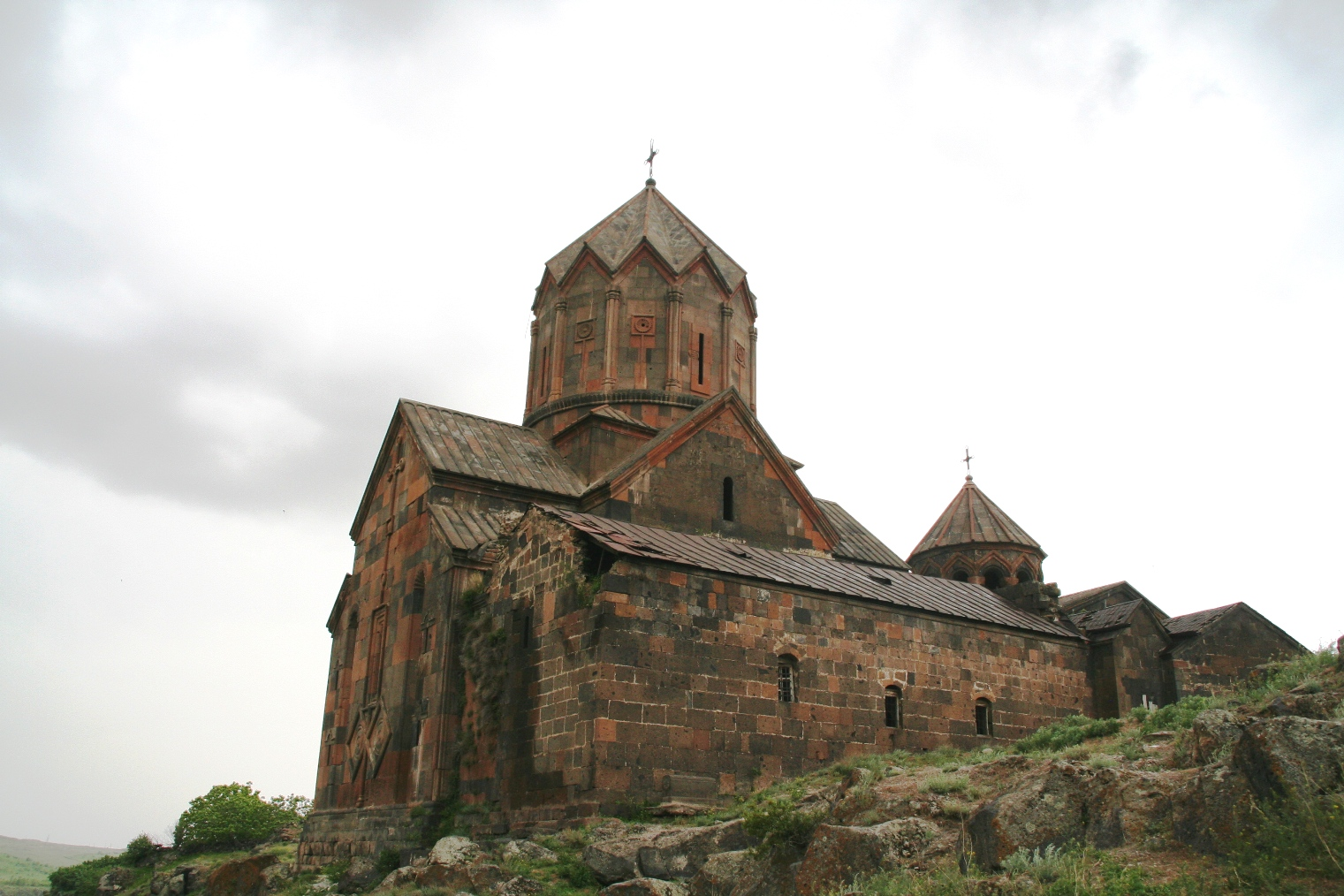
Le monastère vu depuis le nord-est ; Sourp Karapet figure à l'avant-plan.

Adossée à la façade septentrionale du Katoghike, Sourp Karapet (« Saint-Jean-le-Précurseur ») est une mononef à voûte en berceau qui daterait du IVe siècle et dont le toit de bois aurait été remplacé par un toit en pierre en 553. À cette occasion, ses murs longitudinaux ont été renforcés par des piliers.
Le monastère est enfin complété par les ruines d'une chapelle des IVe et Ve siècles, par les fortifications et par une colonne commémorative de 1311.